# 魯紹納斯湖

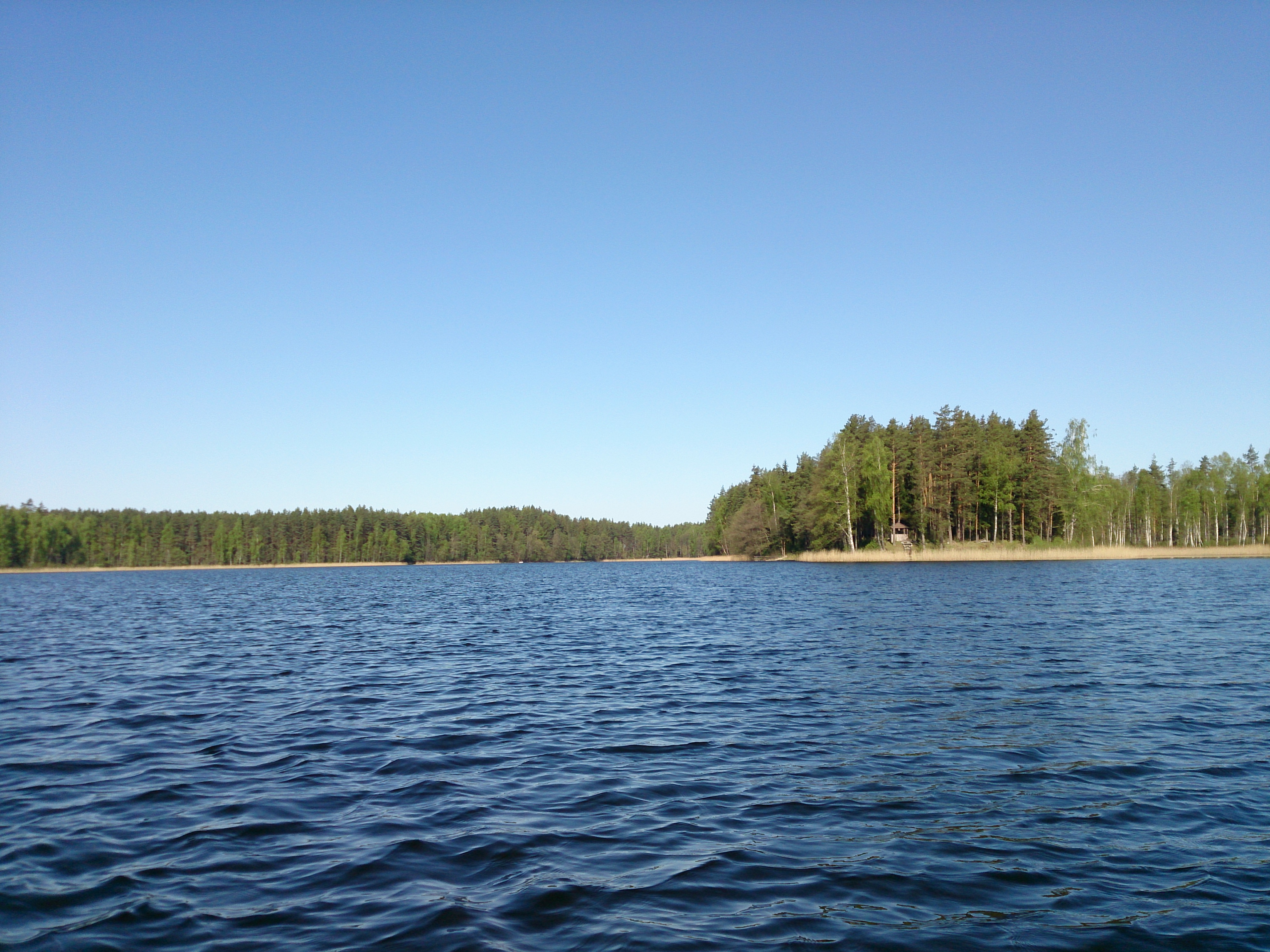
魯紹納斯湖

魯紹納斯湖（拉脫維亞語：Rušons、Rušonu ezers或Rušānu ezers）是拉脫維亞的湖泊，長13公里、面積23.7平方公里，集水區面積287平方公里，海拔高度149.8米，平均水深2.9米，最大水深29.9米，是11種魚類的棲息地。

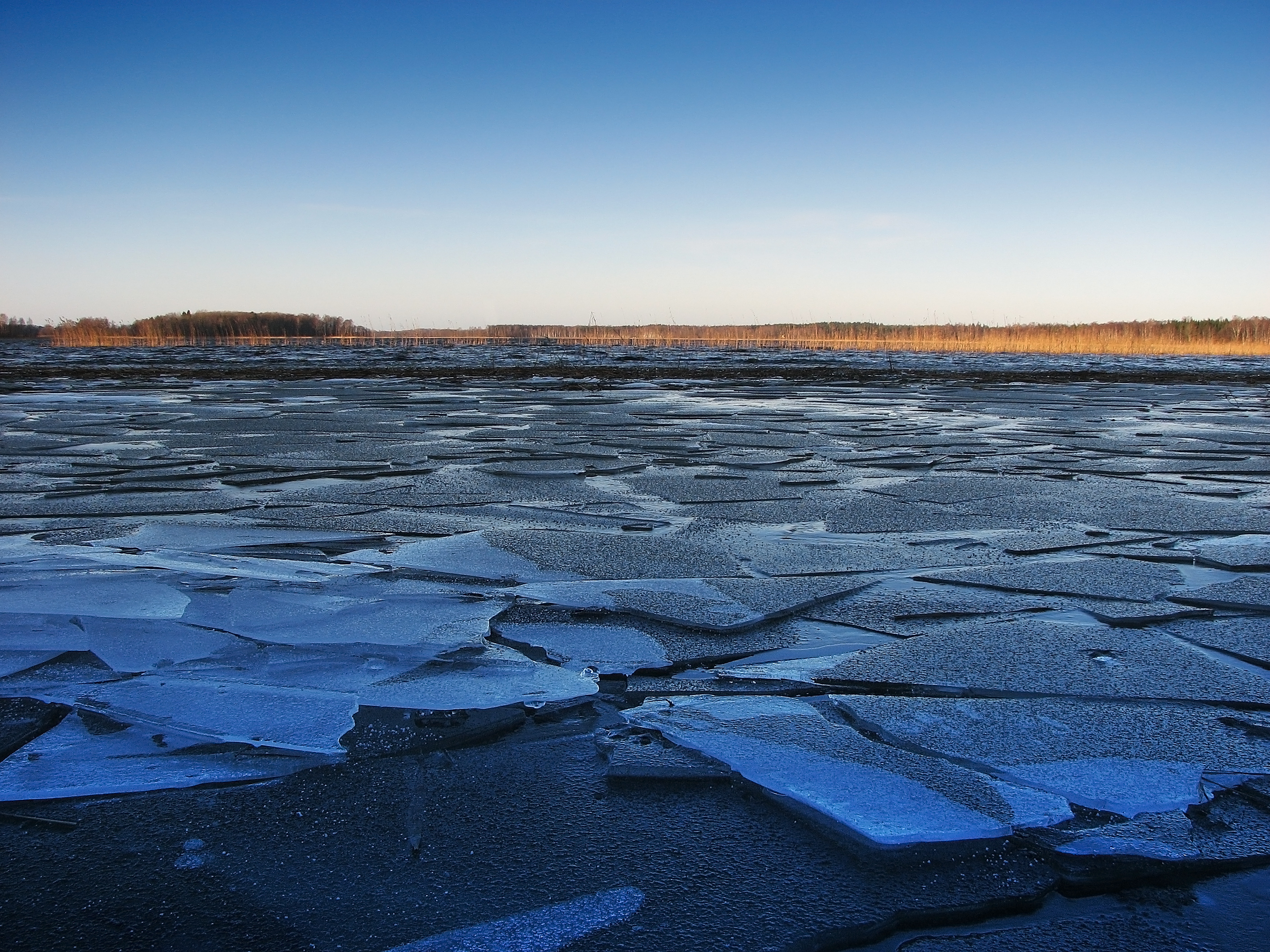
冬季結冰時